# Eddie's Million Dollar Cook-Off
Eddie's Million Dollar Cook-Off (La receta del millón de dólares en España y El concurso del millón en América Latina) es una película para televisión de comedia estadounidense de 2003 dirigida por Paul Hoen, escrita por Dan Berendsen, y protagonizada por Taylor Ball, Orlando Brown, Reiley McClendon, Rose McIver y Mark L. Taylor. Se emitió en Disney Channel como una de sus películas originales el 18 de julio de 2003.

## Trama
Eddie Ogden, un chico de 15 años que es todo un prodigio del béisbol, sorprende a todos al presentarse a una competición de cocina que tendrá lugar el mismo día en el que su equipo tiene un partido importante. Esta situación le crea conflictos con sus amigos y con su padre.

## Elenco
- Taylor Ball como Eddie Ogden
- Orlando Brown como Frankie
- Reiley McClendon como D.B.
- Mark L. Taylor como Hank Ogden
- Rose McIver como Hannah
- Kylie Leydon como Bridget Simons
- Bobby Flay como él mismo
- Susan Brady como Sarah Ogden
- Nicholas Miller como Alex Odgen
- Johnny Barker como Andy Ogden
- Faine Alexander como Penny
- Renée Ji como Kim
- Daniel Costello como Oliver
- Nancy Lenehan (sin acreditar) como la Señora Hadley

## Producción
La película se rodó en Nueva Zelanda, en Studio West, ubicado en Auckland.